# (5843) 1986 UG
Az (5843) 1986 UG a Naprendszer kisbolygóövében található aszteroida. Szuzuki Kenzó és Urata Takesi fedezte fel 1986. október 30-án.